# Võ Đình Tuấn
Võ Đình Tuấn (sinh ngày 11 tháng 4 năm 1948) là một nhà khoa học, nhà sáng chế người Mỹ gốc Việt đã có 32 bằng phát minh và sáng chế trong các lĩnh vực môi trường, sinh học và y học tại Mỹ. Ông được Creators Synectics, một công ty tư vấn kinh doanh toàn cầu, đánh giá xếp hạng 43/100 trong danh sách "100 thiên tài đương thời thế giới", và được cơ quan Cơ quan Phát minh và Thương hiệu Hoa Kỳ công nhận là một trong 4 nhà khoa học gốc châu Á - Thái Bình Dương có phát minh lớn cho nước Mỹ nhân dịp tháng của người gốc châu Á - Thái Bình Dương.

## Thời trẻ
Ông sinh ở Nha Trang, Việt Nam và, giống như nhiều nhà phát minh khác, bắt đầu tự làm các đồ chơi cho mình khi còn nhỏ. Dưới sự khuyến khích của cha, ông đi theo con đường học tập để trở thành một nhà khoa học.
Năm 17 tuổi, ông du học tại Thụy Sĩ và tốt nghiệp Cử nhân vật lý năm 1971 tại Trường Bách khoa liên bang Lausanne. Vào thời gian này, các cuộc biểu tình của sinh viên (hay được gọi là "cách mạng sinh viên") diễn ra mạnh mẽ ở châu Âu đã tác động mạnh đến ông, tạo cho ông sự hứng thú trong các lĩnh vực có liên quan đến sự sống. Ông tiếp tục học và đến năm 1975 ông lấy được bằng Tiến sĩ Lý Hóa Sinh tại Viện Kỹ thuật liên bang Zurich. Sau sự kiện 30 tháng 4 năm 1975, ông sang Hoa Kỳ định cư.

## Sự nghiệp khoa học
Năm 1977, ông gia nhập Phòng thí nghiệm Quốc gia Oak Ridge (ORNL) tại Oak Ridge, Tennessee như là một khoa học gia đồng sự, và sau cùng là một khoa học gia chính (corporate fellow), một trong những vinh dự lớn nhất dành cho một khoa học gia tại ORNL, vào năm 1994 đồng thời được nhận danh hiệu Nhà phát minh (Inventor). Nhờ những thành tựu của mình trong lĩnh vực quan sinh học thời gian này, ông trở thành biên tập viên cho Tạp chí Quang Sinh học (Journal of Biomedical Optics). Ông tiếp tục làm việc và đến năm 2003, ông trở thành Giám đốc Trung tâm Nghiên cứu Lý Sinh Quang tử Nâng cao (Center for Advanced Biomedical Photonics) của (ORNL).
Cùng một thời gian ông còn giữ rất nhiều chức vụ ở nhiều đại học, biên tập viên cho nhiều tạp chí khoa học chuyên đề về quang học-sinh học và chủ tịch của nhiều tổ chức khoa học khác nhau.
Năm 2006, ông trở thành giám đốc Viện Quang Tử Fitzpatrick của Đại học Duke.

## Thành tựu
Phát minh đầu tiên của Võ Đình Tuấn (1987) là một loại băng rất nhỏ và dễ sản xuất hàng loạt, dùng để gắn vào áo của công nhân khi họ làm việc trong những môi trường có nguy cơ cao, nhằm ghi lại các thông số của loại chất độc hại mà họ bị mắc phải trong quá trình lao động. Sau buổi lao động miếng băng dán này sẽ được quét qua kính quang học, nó chỉ cần 11 giây để báo cho biết ngay công nhân mang nó bị ngộ độc ở mức độ nào và chữa chạy ngay mà không cần phải đưa vào bệnh viện để tốn thêm thời gian lấy máu, nước tiểu để xét nghiệm. Trong lĩnh vực y tế, ông phát minh các hệ thống dò tìm các DNA bị thương tổn, tiểu đường và ung thư. Tất cả các phát minh của ông đều dựa vào phương pháp "Tia sáng đồng hành" (synchronous luminesence) mà ông đã nghiên cứu trước đó: bởi vì các dữ liệu về sức khỏe được ghi lại, được đọc qua tia lazer và sợi quang học: sức khỏe của bệnh nhân sẽ có thể được kiểm tra không cần các biện pháp y tế kinh điển như là lấy mẫu xét nghiệm, và được ghi nhận là có thể làm thay đổi hoàn toàn quy trình chẩn bệnh ung thư trước kia.
Các phát minh này đem về cho ông mười bằng sáng chế, tất cả đã được mua lại bởi nhiều công ty y tế và môi trường, được sử dụng bởi nhiều tổ chức nghiên cứu như là Viện Ung thư Quốc gia Hoa Kỳ và rất nhiều bệnh viện tại Hoa Kỳ.
Ông tiếp tục nghiên cứu, vào năm 1992, ông phát minh một hệ thống lưu trữ quang học (SERODS) dùng trong các bộ nhớ máy tính, cơ sở dữ liệu y tế và cả NASA cũng dùng hệ thống này cho vệ tinh nhân tạo của mình. Trong năm 1994, ông đạt một thành công rất lớn trong việc chế tạo một hệ thống phát hiện ung thư bằng quang học. Ông vẫn tiếp tục nghiên cứu và tới nay đã giữ 32 bằng sáng chế trong nhiều lĩnh vực khác nhau và một loạt các nghiên cứu khác. Gần đây nhất, ông được bầu chọn làm thành viên của Viện Kỹ thuật Y tế và Sinh học Hoa Kỳ.

## Vinh dự
Ông có khá nhiều giải thưởng, đây là các giải thưởng đáng chú ý nhất là: ông đã đoạt năm giải thưởng nghiên cứu & phát triển (R&D) vào các năm 1981, 1987, 1992, 1994 và 1996.
Gần đây nhất, để ghi nhận những ảnh hưởng của các phát minh của ông, cơ quan Cơ quan Phát minh và Thương hiệu Hoa Kỳ công nhận là một trong 4 nhà khoa học gốc châu Á - Thái Bình Dương có phát minh lớn cho nước Mỹ nhân dịp tháng của người gốc châu Á - Thái Bình Dương và ông có tên trong danh sách "100 thiên tài đương thời thế giới" qua bầu chọn của công ty Creators Synectics.

## Nghiên cứu

### Xuất phẩm
Đây là những nghiên cứu đáng chú ý nhất trong hơn 300 nghiên cứu ông đã công bố
- Vo-Dinh T., M. Panjehpour, B. F. Overholt, and P. Buckley, III, Laser-Induced Differential Fluorescence for Cancer Diagnosis Without Biopsy, Appl. Spectr. 51, 58 (1997).
- Isola, N. R., Stokes, D. L.; Vo-Dinh, T., Surface-enhanced Raman Gene Probes for HIV Detection, Anal. Chem,70, 1352 (1998).
- Zeisel, D., V. Deckert, R. Zenobi, and T. Vo-Dinh, "Near-Field Surface-Enhanced Raman Spectroscopy of Dye Molecules Adsorbed on Silver Island Films," Chem. Phys. Lett., 283, 381 (1998).
- Vo-Dinh,T., "Surface-Enhanced Raman Spectroscopy Using Metallic Nanostructures," Trends in Anal. Chem., 17,557 (1998).
- Vo-Dinh T., Development of a DNA Biochip: Principle and Applications, Sensors & Actuators, B 51, 52 (1998).
- Vo-Dinh T., M. Panjehpour and B. F. Overholt, Laser-Induced Fluorescence for Esophageal Cancer Diagnosis, in Advances in Optical Biopsy and Optical Mammography, Alfano, R.R., Ed. Annals of the NY Acad. Sci., Vol 838, New York, pp. 116–122 (1998).
- Vo-Dinh T., J.P. Alarie, N. Isola, D. Landis, A.L. Wintenberg and M.N. Erickson, DNA Biochip Using a Phototransistor Integrated Circuit, Anal. Chem., 71, 358 (1999).
- Vo-Dinh T. and Mathur P.N., Optical Diagnostic and Therapeutic Technologies in Pulmonary Medicine, in Interventional Broncoscopy, Eds. C.T. Bolinger and P.N. Mathur, Kager, Basel, pp. 267–279 (1999)
- Cullum, B.M., G.D. Griffin, G.H. Miller, and T. Vo-Dinh, Intracellular Measurements in Mammary Carcinoma Cells Using Fiber-optic Nanosensors, Anal. Biochem., 277, 25 (2000).
- Vo-Dinh, T., J. P. Alaire, B. M. Cullum, G. D. Griffin, Antibody-based Nanoprobe for Measurements of a Fluorescent Analyte in a Single Cell, Nature Biotechnology, 18, July 2000.
- Vo-Dinh T. B.M. Cullum, and D.L. Stokes, Nanosensors and Biochips: Frontiers in Biomolecular Diagnostics, Sensors and Actuators, B 74, 2 (2001).
- T. Vo-Dinh,Nano-Biosensors: Probing the Sanctuary of Individual Living Cells." Journal of Cellular Biochemistry, Suppl. Vol. 39, 154 (2002).
- M. Culha, D.L. Stokes, L. R. Allain, and T.Vo-Dinh, Surface-enhanced Raman scattering (SERS) Substrate Based on Self-assembled Monolayer (SAM) for Use in Gene Diagnostics, Anal. Chem., 75, 6196-6201 (2003).
- T. Vo-Dinh, G.D. Griffin, D.L. Stokes and A. L. Wintenberg, Multi-functional Biochip for Medical Diagnostics and Pathogen Detection, Sensors and Actuators B, 90, 104 (2003)
- P.M. Kasili, J. M. Song, and T. Vo-Dinh, Optical Sensor for the Detection of Caspase-9 Activity in a Single Cell, J. Am. Chem. Soc., 126, 2799-2806 (2004).

### Sách
- Vo-Dinh T., Room Temperature Phosphorimetry for Chemical Analysis, Wiley Interscience, New York (1984).
- Vo-Dinh T., Editor, Chemical Analysis of Polycyclic Aromatic Compounds, Wiley, New York (1989).
- Vo-Dinh T. and Eastwood D.L., Editors, Laser-Based Approaches in Luminescence Spectroscopy, ASTM Publishers, Philadelphia (1990).
- Vo-Dinh T., Editor-in-chief, Biomedical Photonics Handbook, CRC Presss, Boca Raton, FL (2003).
- Gauglitz G. and Vo-Dinh T., Editors, Handbook of Spectroscopy, Wiley-VCH, New York (2003).
- Vo-Dinh T., Editor, Protein Nanotechnology, Humana Press, New York, (in press).

## Phát minh
- T. Vo-Dinh, "Dosimeter for Monitoring Vapors and Aerosols of Organic Compounds," U.S. Patent No. 4,680,165 (1987).
- T. Vo-Dinh, "Practical Substrate and Apparatus for Static and Continuous Monitoring by Surface-Enhanced Raman Spectroscopy," U.S. Patent No. 4,674,878 (1987).
- T. Vo-Dinh, "Surface-Enhanced Raman Optical Data Storage," U.S. Patent No. 4,999,810 (1991).
- M. J. Sepaniak and T. Vo-Dinh, "Fiber Optic-Based Regenerable Biosensor," U.S. Patent No. 5,176,881 (1993).
- T. Vo-Dinh, "Enhanced Photo Activated Luminescence for Screening Polychlorobiphenyls (PCBs) and Other Related Compounds," U.S. Patent 5,272,089 (1993).
- T. Vo-Dinh, "Raman-Based System for DNA Sequencing, Mapping and Other Separations," U.S. Patent 5,306,403 (1994).
- T. Vo-Dinh, "Improved Surface-Enhanced Raman Optical Data Storage System," U.S. Patent 5,325,342 (1994).
- T. Vo-Dinh, "Apparatus and Methods for Detecting Chemical Permeation," US Patent 5,376,554 (1994).
- T. Vo-Dinh, EPAL Apparatus for Screening Polychlorinated Biphenyls (PCBs), and Other Chlorinated Compounds," US Patent 5,318,751 (1994).
- T. Vo-Dinh, "Surface-Enhanced Raman Scattering (SERS) Dosimeter and Probe," U.S. Patent 5,400,136 (1995).
- T. Vo-Dinh, "Article of Protective Clothing Adapted for Detecting Chemical Permeation and Methods Therapy," US Patent 5,493,730 (1996).
- T. Vo-Dinh, "Photo-activated Luminescence Sensor and Method for Detecting Trichloroethoplene and Related Volatile Organochloride Compounds," US Patent 5,525,520 (1996).
- T. Vo-Dinh and P. Viallet, "Biosensor and Chemical Sensors Probes for Calcium and Other Metal Ions," US Patent 5,496,522 (1996).
- T. Vo-Dinh, M. Panjehpour and B.F. Overholt, "Laser-Induced Differential Normalized Fluorescence Method for Cancer Diagnosis," US Patent 5,579,773 (1996).
- T. Vo-Dinh, "Advanced Synchronous Luminescence System for Medical Diagnostics," US Patent 5,599,717 (1997).
- T. Vo-Dinh, "Raman and Surface-Enhanced Raman Gene Probe and Detection System," US Patent 5,721,102 (1998).
- T. Vo-Dinh, "Advanced Surface-Enhanced Raman Gene Probes and Method Thereof," US Patent 5,783,389 (1998)
- T. Vo-Dinh, "Advanced Surface-Enhanced Raman Gene Probes and Method Thereof," US Patent 5,814,516 (1998).
- T. Vo-Dinh, "Surface-Enhanced Raman Medical Probes and System for Disease Diagnostics and Drug Testing," US Patent 5,864,397 (1999).
- T. Vo-Dinh, "Advanced Synchronous Luminescence System for the Detection of Biological Agents and Infectious Pathogens," US Patent 5,938,617 (1999).
- T. Vo-Dinh, "Advanced Surface-enhanced Raman Gene Probe Systems and Methods thereof," US Patent 6,174,677 (2001).
- T. Vo-Dinh, N. Erickson, and A.L. Wintenberg, "Integrated Circuit Biochip Microsystem Containing Lens," US Patent 6,197,503 (2001).
- T. Vo-Dinh and S. Norton, "Method and apparatus of spectro-acoustically enhanced ultrasonic detection for diagnostics," US Patent 6,212,421 (2001).
- T. Vo-Dinh, "Nanoprobe for surface-enhanced Raman spectroscopy in medical diagnostic and drug screening," US Patent 6,219,137 (2001).
- T. Vo-Dinh and A. Sadana, "Fractal Analysis of Time Varying Data," US Patent 6,422,998 (2002).
- T. Vo-Dinh, N. Erickson, and A.L. Wintenberg, "Integrated Circuit Biochip Microsystem" US Patent 6,448,064 B1 (2002)
- T. Vo-Dinh "SERODS Optical Data Storage with Parallel Signal Transfer", US Patent 6,583,397 (2003).
- T. Vo-Dinh "SERODS Optical Data Storage with Parallel Signal Transfer", US Patent 6,614,730 (2003).
- T. Vo-Dinh "Multifunctional and Multispectral Biosensor and Methods of Use", US Patent 6,743,581 (2004).
- T. Vo-Dinh and M.Hajaligol "Monitoring of Vapor Phase Polycyclic Aromatic Hydrocarbons", US Patent 6,744,503 (2004).
- T. Vo-Dinh and A.L. Wintenberg "Integrated Tunable Optical System" (US Patent 6,965,431 (2004).
- T. Vo-Dinh, "Advanced Synchronous Luminescence Imaging for Chemical and Medical Diagnostics", US Patent 7,103,402 (2006).